# 小池達子
小池 達子（こいけ たつこ、1957年11月21日 - ）はフリーアナウンサー、弁護士（第二東京弁護士会登録）。愛媛県松山市出身。星座は蠍座。血液型はA型。趣味はゴルフ。夫は弁護士の小池振一郎。　　

## 学歴
- 愛媛県立松山東高等学校卒業
- 神戸大学法学部法律学科卒業
- 駒澤大学法科大学院修了

## 経歴
1980年、テレビ愛媛にアナウンサーとして入社。同局に在籍していた時期には旧姓の高橋を名乗っていた。1982年に弁護士の小池振一郎と結婚したのを機に同局を退社。東京へ進出しフリーアナウンサーへ転身した。
フリーアナウンサーとしては、クイズダービー（TBS）の問題読み上げが最も有名。番組終了後に放送された復活特別番組でも、『クイズダービー2012』・2014年・2015年を除いて、出題役を務めていた。
その後は駒澤大学法科大学院に進んで、2009年の新63期司法試験に合格。2年間の司法修習を経て、2011年に第二東京弁護士会へ弁護士として登録した。現在は、銀座総合法律事務所所属の弁護士として活動している他、アゼアス株式会社社外監査役、株式会社オリジン社外取締役、三浦工業社外取締役を務めている。
関西テレビアナウンサーの高橋真理恵は姪にあたる（高橋の父親が小池の兄）。

## フリーアナウンサー転身後の出演番組
報道・情報番組
| 期間       | 期間          | 番組名                                | 役職                 |
| ---------- | ------------- | ------------------------------------- | -------------------- |
| 1982年     | 1983年        | 明日のお天気（TBS）                   | 月曜日担当           |
| 1984年5月  | 1984年11月2日 | 森本毅郎さわやかワイド（TBS）         | アシスタント         |
| 1988年10月 | 1989年9月     | おはよう!CNN（テレビ朝日）            | 平日メインキャスター |
| 1995年4月  | 1995年9月     | TVグラフィックおしゃべりトマト（tvk） | 金曜日進行キャスター |

バラエティ・クイズ関連番組・その他
- クイズダービー（TBS、1985年4月 - 1991年3月、出題役）
- クイズまるごと大集合（TBS、1987年4月 - 1991年3月、「クイズダービー」出題役）
- クイズタイムショック（テレビ朝日、1985年4月 - 1986年3月、アシスタント役、高橋達子名義）
- 日立 世界・ふしぎ発見!（TBS、1986年4月から一時ミステリーハンターを担当）
- 健康クリニック（NHK）
- 芸者モモ子の復活（TBS、1989年）